# 장수 (남조국)
장수(長壽, 769년 ~ 779년)은 남조(南詔) 신무왕(神武王) 각라봉(閣羅鳳)의 두번째 연호이다. 

## 연대 대조표
| 장수       | 원년       | 2년        | 3년        | 4년        | 5년        | 6년        | 7년        | 8년        | 9년        | 10년       |
| 서기(西紀) | 769년      | 770년      | 771년      | 772년      | 773년      | 774년      | 775년      | 776년      | 777년      | 778년      |
| 간지(干支) | 기유(己酉) | 경술(庚戌) | 신해(辛亥) | 임자(壬子) | 계축(癸丑) | 갑인(甲寅) | 을묘(乙卯) | 병진(丙辰) | 정사(丁巳) | 무오(戊午) |
| 장수       | 11년       |            |            |            |            |            |            |            |            |            |
| 서기(西紀) | 779년      |            |            |            |            |            |            |            |            |            |
| 간지(干支) | 기미(己未) |            |            |            |            |            |            |            |            |            |

## 동시대 연호
| 이전 연호 찬보종(贊普鐘) | 중국의 연호 남조(南詔) | 다음 연호 견룡(見龍) |